# عبيدة بن عمرو السلماني
عَبِيدَةُ بْنُ عَمْرٍو اَلسَّلْمَانِيُّ اَلْمُرَادِيُّ اَلْكُوفِيُّ أحد فقهاء التابعين بالكوفة، وسَلْمانُ جدُّه هو ابْنُ ناجِيةَ بْنِ مُرَادٍ. أسلم عَبِيدة في عام فتح مكة بأرض اليمن، ولا صحبةَ له، وأخذ عن: عليِّ بْنِ أَبِي طالبٍ، وابْنِ مسعود، وغيرِهما. وبَرَع في الفقه، وكان ثَبْتًا في الحديث. روىٰ عنهُ: إبراهيمُ النَّخَعيُّ، والشَّعبيُّ، ومحمدُ بْنُ سِيرِينَ، وعبدُ اللهِ بْنُ سَلَمَةَ المُراديُّ، وأبو إسحاقَ، ومسلمٌ أبو حسَّانَ الأعرجُ، وآخرونَ. وقال الشَّعبيُّ: وكان عَبِيدة يوازي شُرَيحًا في القضاء. وقال ابْنُ سِيرِينَ: ما رأيتُ رجلًا كان أشدَّ توقيًا مِن عَبِيدة. وكان ابْنُ سيرينَ مكثرًا عنه.

## الجرح والتعديل
وقال أحمد العجلي كان عبيدة أحد أصحاب عبد الله بن مسعود الذين يقرئون ويفتون وكان أعور.
قال الذهبي: قرأت على أحمد بن إبراهيم الخطيب عام سبع مئة أنبأنا أبو الحسن السخاوي أنبأنا أبو طاهر السلفي أنبأنا المبارك بن عبد الجبار أنبأنا محمد ابن محمد السواق أنبأنا عيسى بن حامد الرخجي حدثنا الهيثم بن خلف حدثنا أحمد بن إبراهيم حدثنا معاذ عن هشام عن ابن سيرين عن عبيدة قال صليت قبل وفاة النبي  بسنتين ولم أراه قال أبو عمر بن الصلاح روينا عن عمر بن علي الفلاس أنه قال أصح الأسانيد ابن سيرين عن عبيدة عن علي قلت لا تفوق لهذا الإسناد مع قوته على إبراهيم عن علقمة عن عبد الله ولا على الزهري عن سالم عن أبيه ثم إن هذين الإسنادين روي بهما أحاديث جمة في الصحاح وليس كذلك الأول فما في الصحيحين لعبيدة عن علي سوى حديث واحد وعند البخاري حديث آخر موقوف بهذا الإسناد وانفراد مسلم بحديث آخر سأرويه بعد
قال أبو أحمد الحاكم كنية عبيدة أبو مسلم وأبو عمرو وروى هشام بن حسان عن محمد عن عبيدة قال اختلف الناس في الأشربة فما لي شراب منذ ثلاثين سنة إلا العسل واللبن
قال حماد بن زيد وكان عبيدة أعور وقال ابن سيرين كان أصحاب عبد الله منهم من يقدم عبيدة ومنهم من يقدم علقمة ولا يختلفون أن شريحا آخرهم وقال الثوري عن النعمان بن قيس قال دعا عبيدة عند موته فمحاها وقال أخشى أن تضعوها على غيرموضعها قال الثورى عن النعمان بن قيس قال دعا عبيدة بكتبه ليصلح بينهم فقال لا أقول حتى تؤمروني عبد الواحد بن زياد حدثنا النعمان بن قيس حدثني أبي قلت لعبيدة بلغني أنك تموت ثم ترجع قبل يوم القيامة تحمل راية فيفتح لك فتح قال لئن أحياني الله اثنتين وأماتني اثنتين قبل يوم القيامة ما أراد بي خيرا
قال أبو حصين أوصى عبيدة أن يصلي عليه الأسود بن يزيد فقال الأسود عجلوا به قبل أن يجيء الكذاب يعني المختار
قال الذهبي: أخبرنا محمد بن عبد السلام التميمي أنبأنا عبد المعز بن محمد أنبأنا تميم بن أبي سعيد أنبأنا أبو سعد محمد بن عبد الرحمن أنبأنا محمد ابن أحمد أنبأنا أبو يعلي حدثنا القواريري حدثنا حماد عن أيوب عن محمد عن عبيدة قال ذكر علي أهل النهروان فقال فيهم رجل مودن اليد أو مثدن اليد أو مخدج اليد لولا أن تبطروا لأنباتكم ما وعد الله الذين يقتلونه على لسان محمد  قلت أنت سمعته منه قال إي ورب الكعبة هذا حديث صحيح رواه ابن علية أيضا عن أيوب السختياني ورواه ابن أبي عدي عن ابن عون عن ابن سيرين أخرجه مسلم وأبو داود وفي وفاة عبيدة أقول أصحها في سنة اثنتين وسبعين